# Haparanda kommun
Haparanda kommun eller Haparanda stad är en kommun i Norrbottens län i Sverige. Centralort är Haparanda.
Genom ett landskap som svallats av vågor under landhöjningen går Torne älv. Service- och tjänstesektorerna dominerar det lokala näringslivet som traditionellt varit starkt beroende av gränshandeln. 
Från att kommunen bildades 1971 och fram till 1995 ökade befolkningen, därefter har befolkningen minskat. Efter valet 2018 fick Socialdemokraterna ge upp makten till förmån för borgerligt styre.

## Administrativ historik
Kommunens område motsvarar socknarna: Karl Gustav och Nedertorneå. I dessa socknar bildades vid kommunreformen 1862 landskommuner med motsvarande namn. I området låg även Haparanda stad, bildad 1842 som 1863 bildade en stadskommun.
Kommunreformen 1952 påverkade inte indelningarna i området, då varken Västerbottens eller Norrbottens län berördes av reformen.
1969 uppgick Nedertorneå landskommun och Karl Gustavs landskommun i Haparanda stad. Haparanda kommun bildades vid kommunreformen 1971 genom en ombildning av Haparanda stad.
Kommunen ingår sedan bildandet i Haparanda domsaga.
Kommunen benämns i olika sammanhang Haparanda stad (se Lista över kommuner i Sverige som använder begreppet stad).
Kommunen ingår sedan 2000 i Förvaltningsområdet för finska och för meänkieli, kommunnamnet på både språken är Haaparannan kunta.

## Geografi
Haparanda kommun ligger vid gränsen till Finland och tätorten Haparanda ligger där Torne älv mynnar ut i norra Bottenviken. 

### Topografi och hydrografi
I regel har kommunens sjöar och vattendrag en riktning från nordväst till sydöst, vilket kan härledas till berggrunden sprickbildningar. I kommunens östra delar utgörs berggrunden av basiska magmatisk bergarter vilket ger näringsrik jord. Kring kustnära områdena och skärgårdens öar har områden svallats av vågorna i samband med landhöjningen vilket gett kalspolade hällmarker, områden med klapperstensvallar och tidigare vikar som fyllts med sediment. Den svallade terrängen har gett upphov till växtsamhällen med artrikedom, så kallade blockstrandängar med flora som exempelvis blodnycklar, bottenviksmalört och strandviva. Fält med välutbildade sanddyner återfinns på öarna Sandskär och Seskar-Furö. Torneälven tillhör kommunens mest värdefulla områden och är en av landets fyra sista outbyggda älvar. Landskapet påverkas av den häftiga isgången i samband med vårsmältningen. Det varma sommarklimatet i älvdalen ger möjligheter till odling, samtidigt fylls området med nordliga arter som polargullpudra, nordlig backruta och hänggräs.

### Naturskydd
I kommunen finns nationalparken Haparanda skärgård som bildades 1995 och omfattar totalt 6600 hektar. Den största ön Sandskär  har långa sandstränder och sandformationer. Som kontrast finns också urskog, blommande strandängar, torra enbuskhedar och frodiga björklundar. År 2022 fanns fem naturreservat i kommunen – Torne-Furö i Skomakarfjärden, Tervajänkkä med myr- och skogsmark, Haparanda-Sandskär i anslutning till nationalparken, Säivisnäs på en fastlandsudde samt Riekkola-Välivaara som även är klassat som Natura 2000-område.

### Administrativ indelning
Fram till 2016 var kommunen för befolkningsrapportering indelad i en församling, Haparanda församling.

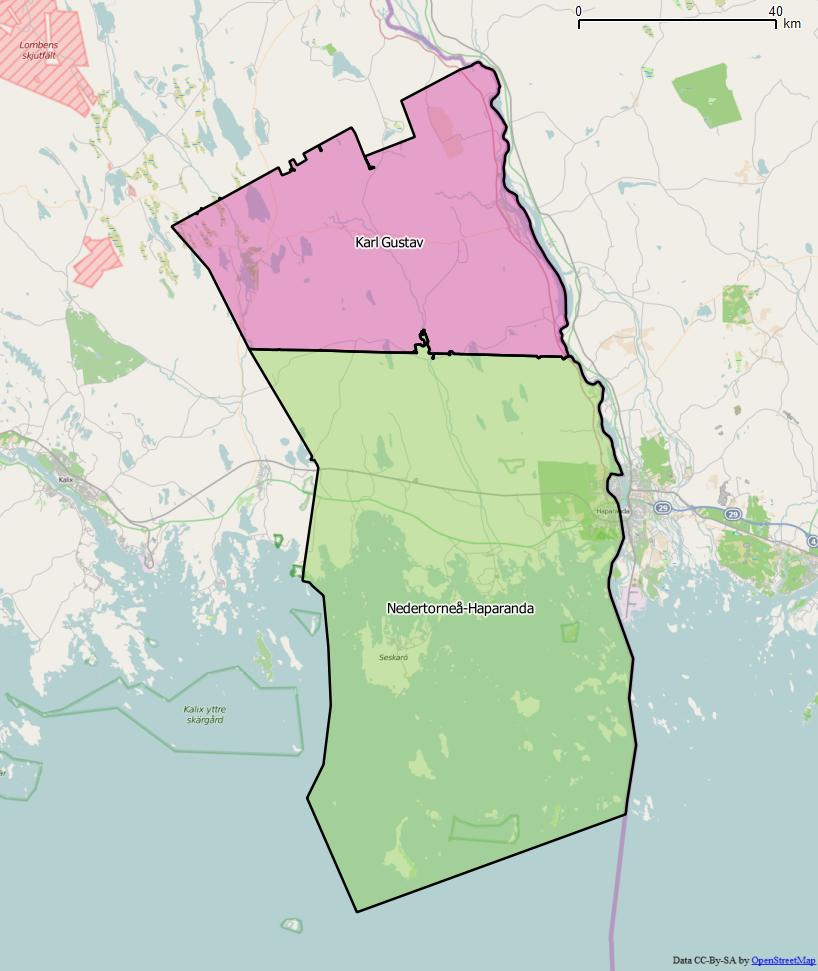
Distrikt (socknar) inom Haparanda kommun

Från 2016 indelas kommunen istället i två  distrikt, vilka motsvarar de tidigare socknarna – Karl Gustav och Nedertorneå-Haparanda.

### Tätorter
Vid tätortsavgränsningen av Statistiska centralbyrån den 31 december 2015 fanns det fyra tätorter i Haparanda kommun. Sedan dess har Karungi blivit omklassificerad till småort.
| Nr | Tätort    | Folkmängd |
| -- | --------- | --------- |
| 1  | Haparanda | 6 679     |
| 2  | Seskarö   | 411       |
| 3  | Nikkala   | 417       |

Centralorten är i fet stil.

## Styre och politik

### Styre
Efter valet 2018 skedde ett historiskt skifte när Socialdemokraterna fick ge upp makten efter 46 år till förmån för en koalition bestående av Centerpartiet, Kristdemokraterna, Moderaterna och Sjukvårdspartiet. Koalitionen uppgav att fokus skulle ligga på "barnomsorg och skola, äldreomsorg och näringslivets möjligheter till utveckling".
Efter valet 2022 blev det ett minoritetsstyre mellan Socialdemokraterna och Vänsterpartiet. I juni 2024 förlorade styret en budgetomröstning och gav upp styret. I augusti blev det ett nytt majoritetsstyre mellan Centerpartiet, Kristdemokraterna, Moderaterna, Sverigedemokraterna och Sjukvårdspartiet.
| År        | Partier | Partier | Partier | Partier | Partier | Partier |
| --------- | ------- | ------- | ------- | ------- | ------- | ------- |
| 1994-1998 | S       |         |         |         |         |         |
| 1998-2002 | S       | C       |         |         |         |         |
| 2002-2006 | S       | V       |         |         |         |         |
| 2007-2014 | S       |         |         |         |         |         |
| 2014-2018 | S       | V       |         |         |         |         |
| 2018-2022 | C       | NS      | M       | KD      |         |         |
| 2022-2024 | S       | V       |         |         |         |         |
| 2024-     | C       | SD      | M       | NS      | KD      |         |

### Kommunfullmäktige

#### Presidium
| Presidium 2022–2026    | Presidium 2022–2026 | Presidium 2022–2026  |
| ---------------------- | ------------------- | -------------------- |
| Ordförande             | M                   | Niklas Olsson        |
| Förste vice ordförande | S                   | Marléne Haara        |
| Andre vice ordförande  | C                   | Gun-Britt Liljergren |

#### Mandatfördelning 1970–2022
Antalet mandat i kommunfullmäktige var 41 från och med valet 1970 till och med valet 1994. Från valet 1998 minskades antalet mandat till 35 och från valet 2018 till 31. Socialdemokraterna har ett starkt stöd i kommunen och har varit det största partiet i samtliga kommunval från 1970 och framåt. 
Det näst största partiet har varit Centerpartiet i samtliga val förutom tre: 1998, 2002 och 2006, då Moderaterna var det näst största partiet.
| 4 | 17 | 2 | 9 | 4 | 5 |

| 38 |

| 4 | 18 | 2 | 10 | 2 | 5 |

| 34 | 7 |

| 4 | 17 | 4 | 10 | 2 | 4 |

| 34 | 7 |

| 2 | 18 |  | 5 | 8 | 2 |  | 4 |

| 31 | 10 |

| 3 | 19 |  |  | 4 | 7 |  | 5 |

| 32 | 9 |

| 3 | 19 |  | 4 | 7 |  | 6 |

| 32 | 9 |

| 2 | 21 | 2 | 3 | 7 |  |  | 4 |

| 30 | 11 |

| 2 | 22 |  | 2 | 7 |  |  | 5 |

| 29 | 12 |

| 2 | 25 | 3 | 5 |  |  | 4 |

| 23 | 18 |

| 4 | 17 | 2 | 2 | 4 |  | 5 |

| 21 | 14 |

| 3 | 16 | 2 | 6 |  |  | 6 |

| 23 | 12 |

| 2 | 22 |  | 5 |  | 4 |

| 19 | 16 |

| 3 | 21 | 4 |  | 6 |

| 16 | 19 |

| 2 | 17 |  | 9 |  | 5 |

| 18 | 17 |

|  | 10 |  | 6 | 7 | 2 | 4 |

| 13 |  | 17 |

|  | 12 | 4 | 2 | 6 | 2 | 4 |

| 15 | 16 |

### Nämnder

#### Kommunstyrelse
Totalt har kommunstyrelsen 11 ledamöter, varav fyra tillhör Socialdemokraterna, två tillhör Centerpartiet, två tillhör Moderaterna, ett tillhör Sverigedemokraterna och ett tillhör Norrbottens sjukvårdsparti.
| Presidium 2022–2026 | Presidium 2022–2026 | Presidium 2022–2026 |
| ------------------- | ------------------- | ------------------- |
| Ordförande          | C                   | Janne Lind          |
| Vice ordförande     | SD                  | Peter Rolfs         |

#### Lista över kommunstyrelsens ordförande
- Gunnar Rannestig, Socialdemokraterna, 1 januari 1971–1986[23]
- Bo-Erik Nilsson, Socialdemokraterna, 1986–1996
- Bengt Westman, Socialdemokraterna, –31 december 2002[24][25]
- Sven-Erik Bucht, Socialdemokraterna, 2003–2010[26]
- Gunnel Simu, Socialdemokraterna, 2010–31 december 2014[27][28]
- Peter Waara, Socialdemokraterna, 1 januari 2015–31 december 2018[28]
- Sven Tornberg, Centerpartiet, 1 januari 2019–31 december 2022[29][30]
- Nina Waara, Socialdemokraterna, 1 januari 2023–31 augusti 2024[31]
- Janne Lind, Centerpartiet, 1 september 2024–[32]

Denna lista hämtas från Wikidata. Informationen kan ändras där.

#### Övriga nämnder
| Nämnd                    | Ordförande | Ordförande           | Vice ordförande | Vice ordförande   |
| ------------------------ | ---------- | -------------------- | --------------- | ----------------- |
| Socialnämnden            | M          | Anne-Charlotte Bucht | KD              | Marita Wikberg    |
| Barn- och ungdomsnämnden | C          | Roger Snäll          | KD              | Lars-Erik Wikberg |
| Samhällsbyggnadsnämnden  | M          | Christina Lugnet     | NS              | Pia Hulkoff       |
| Valnämnden               | C          | Sven Tornberg        | M               | Niklas Olsson     |

### Valresultat 2022
| Parti                            | Valdistrikt     | Valdistrikt | Kommun  |
| Parti                            | Starkaste       | Andel       | Andel   |
| -------------------------------- | --------------- | ----------- | ------- |
| S                                | Haparanda Södra | 43,39 %     | 38,26 % |
| C                                | Nikkala         | 23,01 %     | 18,03 % |
| SD                               | Karungi         | 20,22 %     | 14,28 % |
| M                                | Grankullen      | 15,94 %     | 11,64 % |
| NS                               | Marielund       | 9,16 %      | 7,64 %  |
| KD                               | Karungi         | 10,44 %     | 5,22 %  |
| V                                | Seskarö         | 7,37 %      | 3,74 %  |
| L                                | Nikkala         | 1,38 %      | 0,78 %  |
| Data hämtat från Valmyndigheten. |                 |             |         |

Exklusive uppsamlingsdistrikt. Partier som fått mer än en procent av rösterna i minst ett valdistrikt redovisas.

### Vänorter
Haparanda kommun har tre vänorter:
- Hammerfest, Norge
- Ikast, Danmark
- Širvintos, Litauen

Tidigare hade kommunen även ett vänortssamarbete med ryska Kovdor. Men i samband med Rysslands invasion av Ukraina 2022 konstaterade socialdemokratiske kommunpolitikern Bengt Westman att samarbetet inte behövde sägas upp utan konstaterade att "Det finns inget avtal att säga upp, det har inte förekommit något samarbete på många år”.

## Ekonomi och infrastruktur

### Näringsliv

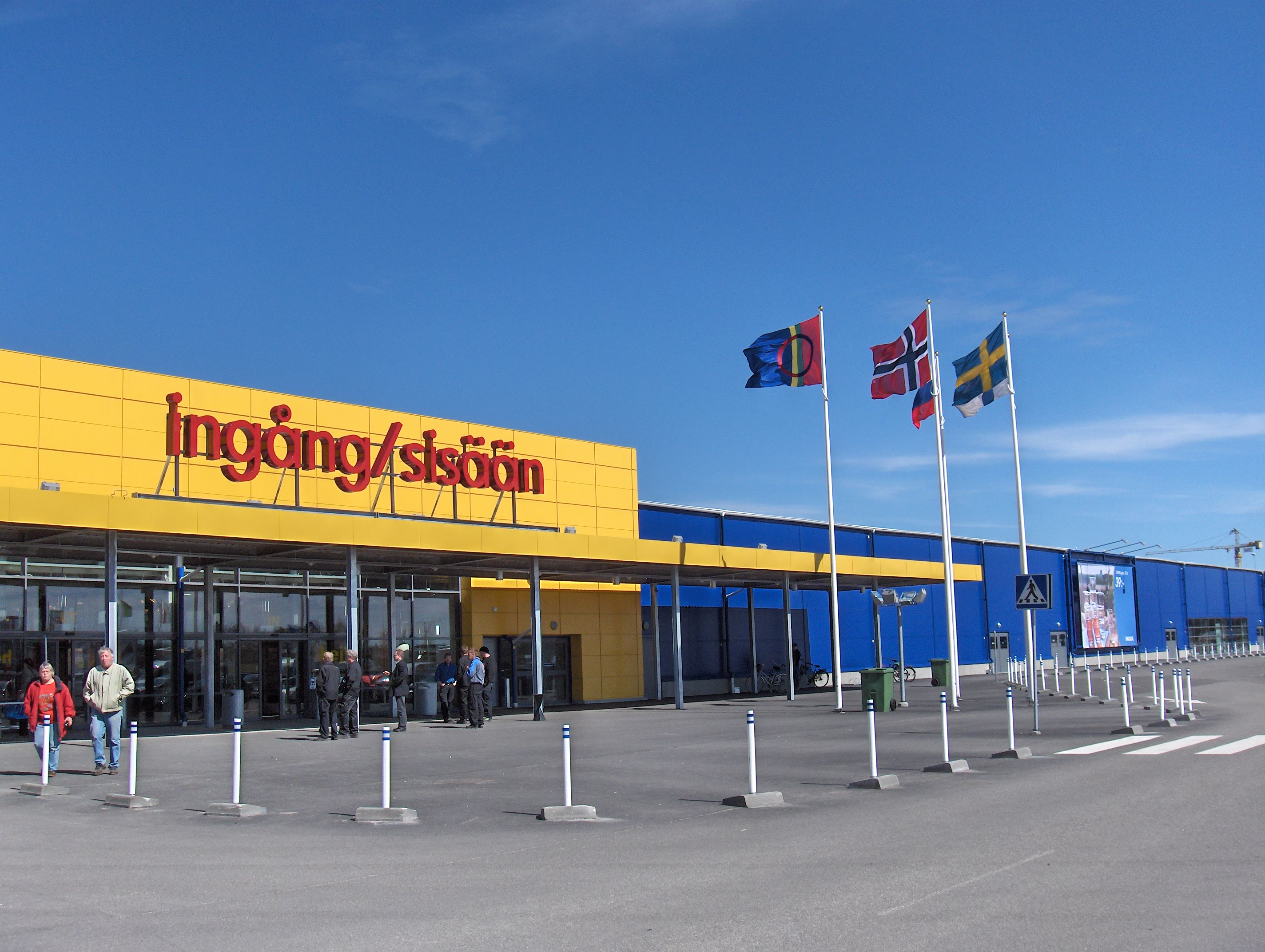
Ingången till Ikea i Haparanda.

Service- och tjänstesektorerna dominerar det lokala näringslivet. Livsmedelstillverkaren Polarica AB är det företag som utmärker sig bland industrierna. I kommunen finns även ett antal små verkstads- och IT-företag. Traditionellt har gränshandeln varit viktig och centralorten betydelse för gränshandeln stärktes ytterligare i och med att Ikea slog upp portarna där 2006.

#### Turism

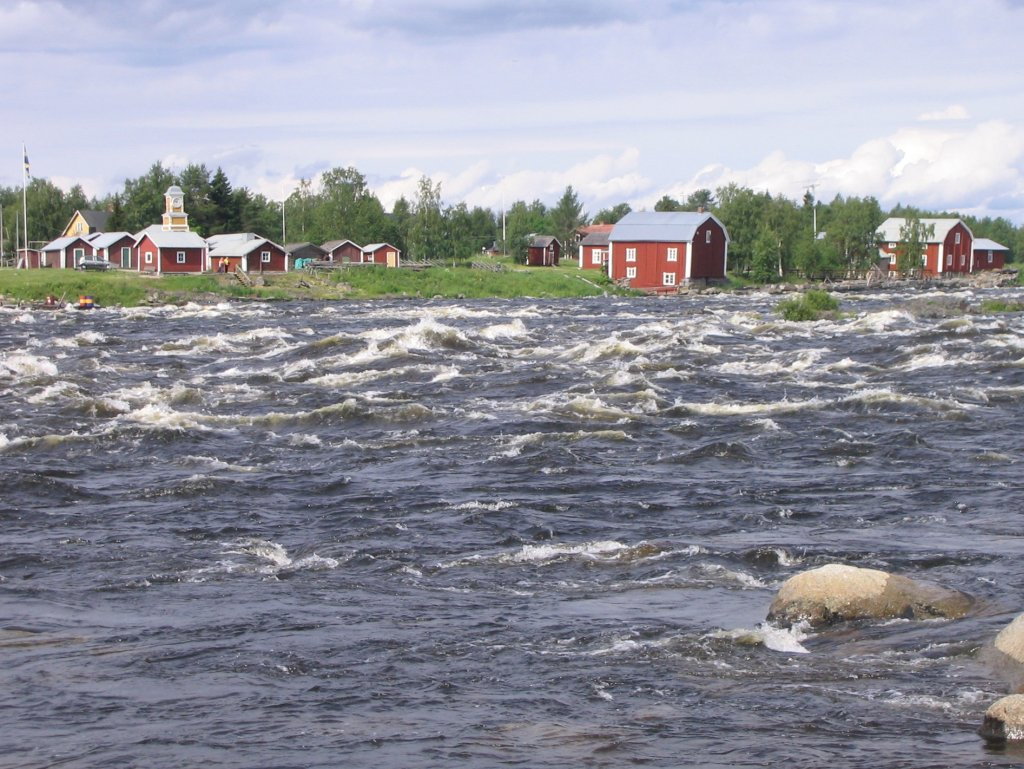
Svenska Kukkola sedd över Kukkolaforsen, från finska sidan.

Kukkolaforsen, som är den viktigaste av natursevärdheterna i Haparanda och Torneå kommuner, ligger i Kukkola, 15 kilometer norr om Haparanda och Torneå. Forsen är 3 500 meter lång och har en fallhöjd på cirka 14 meter.

### Infrastruktur

#### Transporter
I södra delen av kommunen, längs Bottenviken, går Europaväg 4 från väst till öst och vidare till Finland. I norra delen av kommunen går länsväg 398 och längs gränsen mot Finland löper länsväg 400.
Haparanda station har persontrafik med Norrtåg som går till Kalix, Boden och Luleå. Norra stambanan upp till Boden var klar 1894 och därefter anslöts fler och fler orter. Karungi anslöts 1913. Järnvägen kom att bli särskilt viktig under första världskriget då det var Tsarrysslands enda fredliga förbindelse västerut. Två år senare var järnvägen till Haparanda klar. År 1919 stod järnvägsförbindelsen med Finland klar. I Haparanda möts två spårvidder. Sverige har normalspår (1435 mm) medan Finland har rysk spårvidd (bredspår 1524 mm). Den 15 januari 2013 stod den nya Haparandabanan klar, ett bygge som pågick från 2006. Den beskrivs som "den enda järnvägen som binder samman Sverige med Finland och Ryssland".

## Befolkning

### Demografi

#### Befolkningsutveckling
Kommunen har 9 151 invånare (31 december 2024), vilket placerar den på 227:e plats avseende folkmängd bland Sveriges kommuner.
| Befolkningsutvecklingen i Haparanda kommun 1970–2020                                                            | Befolkningsutvecklingen i Haparanda kommun 1970–2020 | Befolkningsutvecklingen i Haparanda kommun 1970–2020 | Befolkningsutvecklingen i Haparanda kommun 1970–2020 | Befolkningsutvecklingen i Haparanda kommun 1970–2020 |
| --- | ---------------------------------------------------- | ---------------------------------------------------- | ---------------------------------------------------- | ---------------------------------------------------- |
| |                                                      |                                                      |                                                      |                                                      |
| År |                                                      |                                                      | Folkmängd                                            |                                                      |
| 1970 | 1970                                                 |                                                      | 8 893                                                |                                                      |
| 1975 | 1975                                                 |                                                      | 9 053                                                |                                                      |
| 1980 | 1980                                                 |                                                      | 9 672                                                |                                                      |
| 1985 | 1985                                                 |                                                      | 9 943                                                |                                                      |
| 1990 | 1990                                                 |                                                      | 10 517                                               |                                                      |
| 1995 | 1995                                                 |                                                      | 10 856                                               |                                                      |
| 2000 | 2000                                                 |                                                      | 10 412                                               |                                                      |
| 2005 | 2005                                                 |                                                      | 10 184                                               |                                                      |
| 2010 | 2010                                                 |                                                      | 10 059                                               |                                                      |
| 2015 | 2015                                                 |                                                      | 9 831                                                |                                                      |
| 2020 | 2020                                                 |                                                      | 9 601                                                |                                                      |
| Anm: Uppgifterna avser förhållandena den 31 december enligt den kommunala indelningen den 1 januari året efter. |                                                      |                                                      |                                                      |                                                      |

#### Utländsk bakgrund
År 2021 utgjorde antalet invånare med utländsk bakgrund (utrikes födda personer samt inrikes födda med två utrikes födda föräldrar) eller 51,1 procent av befolkningen. Kommunen var då den en av svenska kommuner med störst andel invånare som hade utländsk bakgrund, efter Botkyrka kommun och Södertälje kommun.

#### Invånare efter de vanligaste födelseländerna
Följande länder är de 10 vanligaste födelseländerna för befolkningen i Haparanda kommun. Tabellen innehåller dock 11 länder då lika många personer var födda i Etiopien och Sudan.
| Födelseland 31 december 2021 | Födelseland 31 december 2021 | Födelseland 31 december 2021 | Födelseland 31 december 2021 | Födelseland 31 december 2021 |
| ---------------------------- | ---------------------------- | ---------------------------- | ---------------------------- | ---------------------------- |
| Nr                           | Land                         | Antal                        | Andel                        | Andel i hela riket           |
| 1                            | Sverige                      | 5 644                        | 59,44 %                      | 80,00 %                      |
| 2                            | Finland                      | 3 159                        | 33,27 %                      | 1,31 %                       |
| 3                            | Eritrea                      | 80                           | 0,84 %                       | 0,46 %                       |
| 4                            | Afghanistan                  | 76                           | 0,80 %                       | 0,60 %                       |
| 5                            | Somalia                      | 71                           | 0,75 %                       | 0,67 %                       |
| 6                            | Syrien                       | 59                           | 0,62 %                       | 1,88 %                       |
| 7                            | Estland                      | 52                           | 0,55 %                       | 0,09 %                       |
| 8                            | Ryssland                     | 47                           | 0,49 %                       | 0,22 %                       |
| 8                            | Thailand                     | 47                           | 0,49 %                       | 0,43 %                       |
| 10                           | Etiopien                     | 21                           | 0,22 %                       | 0,22 %                       |
| 10                           | Sudan                        | 21                           | 0,22 %                       | 0,07 %                       |

### Språk
Bygden i kommunen har traditionellt varit finsk- och meänkielispråkig, men under 1900-talet vann svenskan stadigt terräng på landsbygden och den är nu det klart dominerande språket i de yngre generationerna.
I centralorten däremot var förhållandena annorlunda och utvecklingen har där gått i närmast omvänd riktning. Den nygrundade staden Haparanda lockade till sig människor från många olika delar av Sverige och hade därför redan på 1800-talet en svenskspråkig majoritet, varför staden i språkvetenskapliga verk till och med betecknades som en svensk språkö. Haparanda var länge den enda orten i Tornedalen där andelen enspråkigt svenska översteg andelen enspråkigt finska. Dock lärde sig många av de inflyttade svenskarna också att tala finska som andraspråk; funktionell tvåspråkighet var en nödvändighet med tanke på stadens läge.
I dag har finskan, på grund av stor inflyttning av framför allt sverigefinnar under senare delen av 1900-talet, fått en mycket stark ställning i Haparanda tätort och i Marielund, som i praktiken utgör en förort till Haparanda.
Haparanda kommun omfattas av minoritetsspråkslagstiftningen, och tillhör förvaltningsområdet för finska och meänkieli.

## Kultur

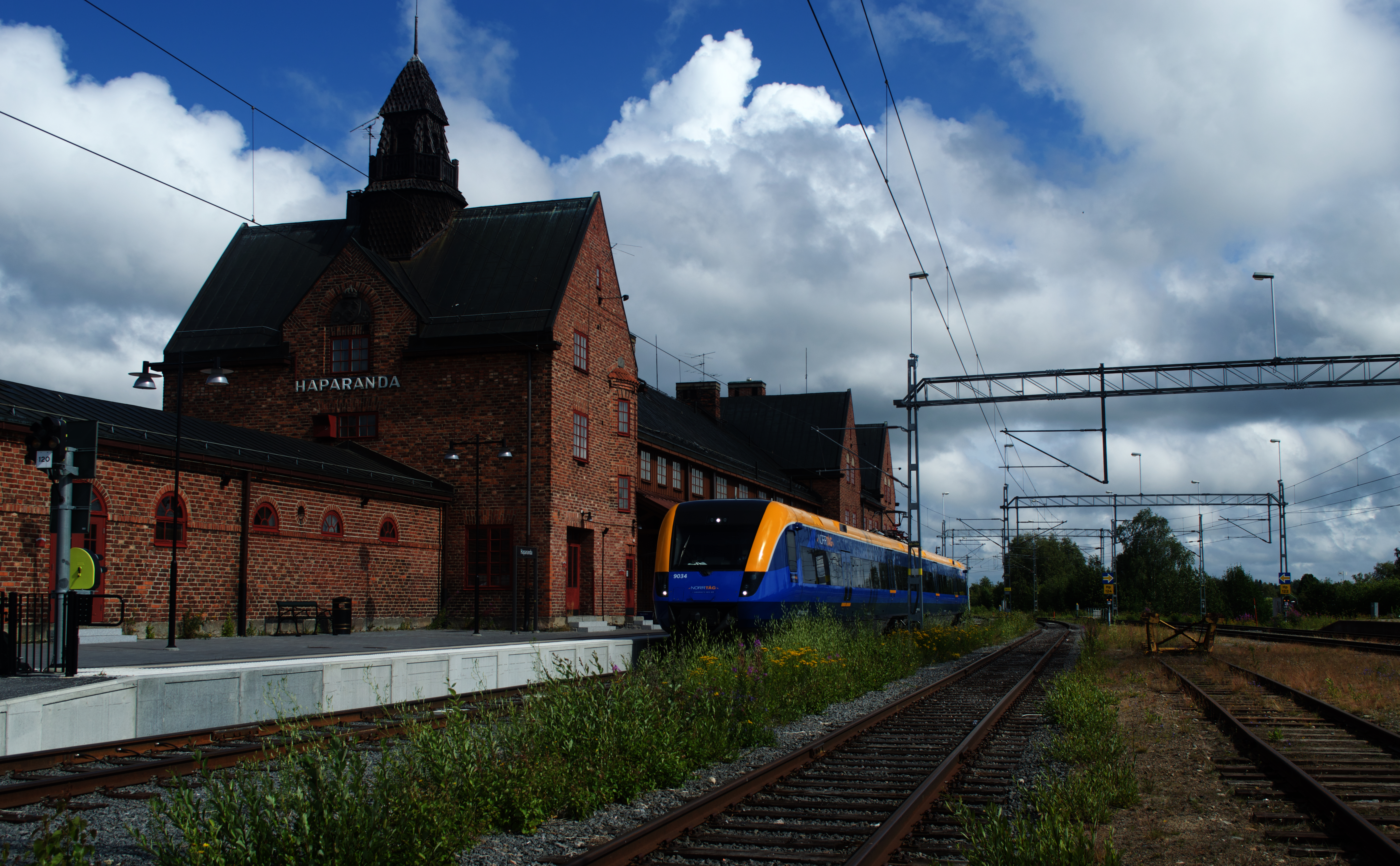
Haparanda stationshus, år 2023.

### Kulturarv
I kommunen finns två världsarv – Struves meridianbåge och Perävaara. Struves meridianbåge inkluderar fyra mätpunkter som astronomen Wilhelm Struve använde för att besvara 1600-talets vetenskapsmän på frågan "Är jorden verkligen helt rund?". I Perävaara finns ett kryss, som relaterar till Struves meridianbåge, på en sten belägen på en höjd i området som är det "enda bevarade spåret efter den gradmätning som Selander och Skogman gjorde här i mitten av 1800-talet".

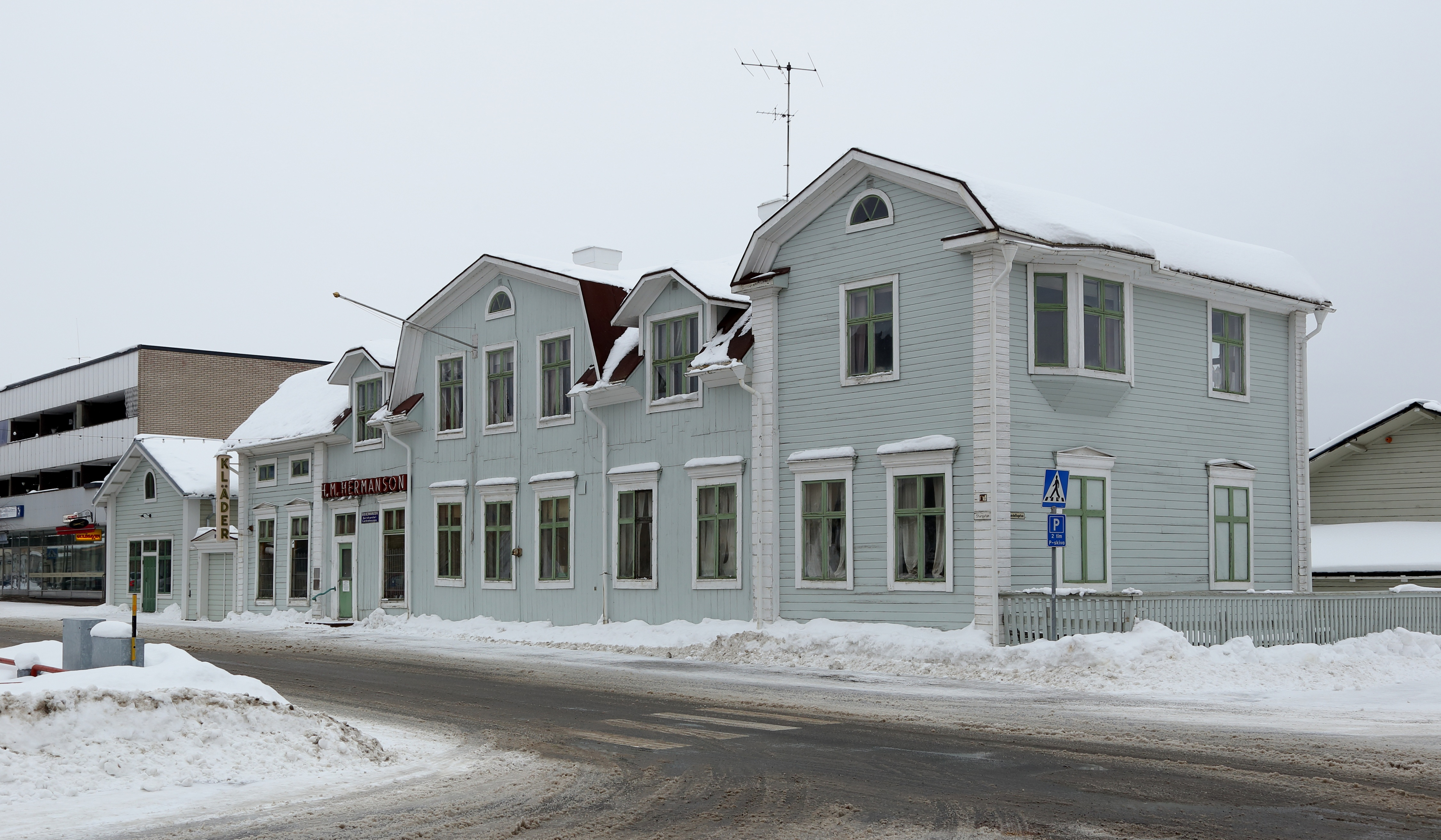
HM Hermansons Handelshus på Storgatan i Haparanda. Byggnaden stod färdig 1832.

I kommunen fanns det två byggnadsminnen år 2022 – Forslundsgården i Vojakkala och Haparanda stationshus. Ett annat kulturarv är Hermansons Handelsgård som byggdes 1832. Gården inkluderar en huvudbyggnad med två kök och tolv rum samt tolv magasin.

### Kommunvapen
Blasonering: I fält av silver en från ett grönt treberg mellan två uppväxande gröna aspar under en sol av guld uppskjutande riksgränsstolpe av guld med ett blått klot, belagt med tre kronor av guld och krönt med ett kors av guld, lagd över ett svävande, genomgående, nedtill rakt avskuret blått treberg.
Vapnet återfinns i ett kungligt brev från 1828. Haparanda hade grundats efter det att Sverige avträtt Finland och riksgränsen dragits i Torne älv. Bilden syftar naturligtvis på läget intill gränsen. Vapnet fastställdes inte av Kunglig Majestät, men registrerades för den nya kommunen i Patent- och registreringsverket 1977.

Karl Gustavs landskommun (1946–67)

### Fotnoter
1. ↑  Folkmängd och befolkningsförändringar - Kvartal 4, 2024, SCB, 21 februari 2025, läs online.[källa från Wikidata]
2. 1 2 3  Land- och vattenareal per den 1 januari efter region och arealtyp. År 2012–2019, SCB, 21 februari 2019, läs online.[källa från Wikidata]
3. ↑  Kommuner, lista, Sveriges Kommuner och Regioner, läs online, läst: 19 februari 2019.[källa från Wikidata]
4. ↑  Största offentliga arbetsgivare, Näringslivets ekonomifakta, läs online, läst: 30 oktober 2020.[källa från Wikidata]
5. ↑  SCB Folkräkningen 1950 del 1 Arkiverad 29 oktober 2013 hämtat från the Wayback Machine. sida 18 i pdf:en
6. ↑  Andersson, Per (1993). Sveriges kommunindelning 1863–1993. Mjölby: Draking. Libris 7766806. ISBN 91-87784-05-X
7. ↑   Elsa Trolle Önnerfors: Domsagohistorik - Haparanda tingsrätt (del av Riksantikvarieämbetets Tings- och rådhusinventeringen 1996-2007)
8. ↑  Lag om rätt att använda finska och meänkieli hos förvaltningsmyndigheter och domstolar (1999:1176)
9. ↑  från kommunens hemsida
10. ↑  enligt minotitet.se
11. 1 2 3  ”Haparanda - Uppslagsverk - NE.se”. www.ne.se. https://www.ne.se/uppslagsverk/encyklopedi/l%C3%A5ng/haparanda. Läst 28 juni 2022.
12. ↑  ”Haparanda skärgård”. www.lansstyrelsen.se. https://www.lansstyrelsen.se/norrbotten/besoksmal/nationalparker/haparanda-skargard.html. Läst 28 juni 2022.
13. 1 2  ”Sök”. www.lansstyrelsen.se. https://www.lansstyrelsen.se/norrbotten/besoksmal/sok.html. Läst 28 juni 2022.
14. ↑  ”Riekkola-Välivaara”. www.lansstyrelsen.se. https://www.lansstyrelsen.se/norrbotten/besoksmal/naturreservat/riekkola-valivaara.html. Läst 28 juni 2022.
15. ↑  Statistiska centralbyrån den 1 januari 2010[död länk]
16. ↑  
  - SFS 2015:493, justerad i SFS 2015:698 Förordning om distrikt. Trädde i kraft 1 januari 2016.
17. ↑  Wänkkö, Ulrika (15 oktober 2018). ”Koalition tar över i Haparanda”. SVT Nyheter. https://www.svt.se/nyheter/lokalt/norrbotten/de-tar-over-i-haparanda. Läst 28 juni 2022.
18. 1 2 3 4 5  ”C och SD i nytt styre i Haparanda”. www.dagenssamhalle.se. https://www.dagenssamhalle.se/styrning-och-beslut/kommunpolitik/c-och-sd-i-nytt-styre-i-haparanda/. Läst 23 februari 2025.
19. ↑  Lotta Nilsson (30 augusti 2024). ”Klart med maktskifte – allians med fem partier tar över”. www.nsd.se. https://www.nsd.se/nyheter/haparanda/artikel/klart-med-maktskifte-allians-med-fem-partier-tar-over/rmydmw2r. Läst 23 februari 2025.
20. 1 2 3 4 5 6  ”Maktfördelning för tidsperioden 1994 - 2014”. Sveriges Kommuner och Landsting. Arkiverad från originalet den 20 januari 2016. https://web.archive.org/web/20160120044609/http://skl.se/demokratiledningstyrning/valmaktfordelning/valresultatmaktfordelning2014/valresultatochmaktfordelningsammanstallning19942014.370.html. Läst 22 oktober 2018.
21. ↑  ”Kommunfullmäktige - Förtroendevalda i Haparanda”. haparanda.tromanpublik.se. https://haparanda.tromanpublik.se/organisation/28f83e2d-96f8-4034-9537-deae22b73d95. Läst 23 februari 2025.
22. 1 2  ”Kommunstyrelsen - Förtroendevalda i Haparanda”. haparanda.tromanpublik.se. https://haparanda.tromanpublik.se/organisation/65c7e530-1bb9-4e17-aeba-fa9c66798f52. Läst 23 februari 2025.
23. ↑  läs online, sverigesradio.se , läst: 23 september 2023.[källa från Wikidata]
24. ↑  läs online, sverigesradio.se , läst: 23 september 2023.[källa från Wikidata]
25. ↑  läs online, sverigesradio.se , läst: 23 september 2023.[källa från Wikidata]
26. ↑  läs online, norran.se , läst: 23 september 2023.[källa från Wikidata]
27. ↑  läs online, kuriren.nu , läst: 23 september 2023.[källa från Wikidata]
28. 1 2  läs online, www.svt.se , läst: 23 september 2023.[källa från Wikidata]
29. ↑  läs online, Internet Archive , läst: 23 september 2023.[källa från Wikidata]
30. ↑  läs online, nsd.se , läst: 23 september 2023.[källa från Wikidata]
31. ↑  läs online, www.svt.se , läst: 6 mars 2025.[källa från Wikidata]
32. ↑  läs online, haparanda.tromanpublik.se , läst: 23 februari 2025.[källa från Wikidata]
33. ↑  ”Socialnämnden - Förtroendevalda i Haparanda”. haparanda.tromanpublik.se. https://haparanda.tromanpublik.se/organisation/74db2937-ecac-4a93-bbbe-9fcf87c126da. Läst 23 februari 2025.
34. ↑  ”Barn- och ungdomsnämnden - Förtroendevalda i Haparanda”. haparanda.tromanpublik.se. https://haparanda.tromanpublik.se/organisation/10fcecf6-d364-49ca-a885-a4b6fd4d8dc7. Läst 23 februari 2025.
35. ↑  ”Samhällsbyggnadsnämnden - Förtroendevalda i Haparanda”. haparanda.tromanpublik.se. https://haparanda.tromanpublik.se/organisation/6ca400e8-a6d8-4714-abeb-58c1b9e98bf7. Läst 23 februari 2025.
36. ↑  ”Valnämnden - Förtroendevalda i Haparanda”. haparanda.tromanpublik.se. https://haparanda.tromanpublik.se/organisation/ffaec724-f756-4289-9fbd-05bd60c8b078. Läst 23 februari 2025.
37. ↑  Sternlund, Hans (2 maj 2022). ”Sökte genom 3 000 hyllmeter – nu kan Gällivare riva avtalet med ryska vänorten”. SVT Nyheter. https://www.svt.se/nyheter/lokalt/norrbotten/efter-sok-genom-3-000-hyllmeter-har-ar-det-gamla-avtalet-med-ryska-vanorten. Läst 28 juni 2022.
38. ↑  ”Tågtrafikens utveckling”. www.haparanda.se. Arkiverad från originalet den 28 juni 2022. https://web.archive.org/web/20220628213600/https://www.haparanda.se/boende-och-miljo/tagtrafikens-utveckling. Läst 28 juni 2022.
39. ↑  ”Statistiska centralbyrån - Folkmängden efter region, civilstånd, ålder och kön. År 1968 - 2015”. http://www.statistikdatabasen.scb.se/pxweb/sv/ssd/START__BE__BE0101__BE0101A/BefolkningNy/?rxid=c0ca3bb8-255c-43ba-85f1-ee5289d082c4. Läst 2 mars 2016.
40. ↑   Kommuner med högst andel personer med utländsk bakgrund, 2021 jämfört med 2020. Statistiska centralbyrån (SCB). https://www.scb.se/hitta-statistik/statistik-efter-amne/befolkning/befolkningens-sammansattning/befolkningsstatistik/pong/tabell-och-diagram/topplistor-kommuner/andel-personer-med-utlandsk-bakgrund/.
41. 1 2  ”Folkmängden efter region, födelseland och kön. År 2000 - 2021”. Statistikdatabasen. Statistiska centralbyrån. https://www.statistikdatabasen.scb.se/pxweb/sv/ssd/START__BE__BE0101__BE0101E/FolkmRegFlandK/. Läst 31 maj 2022.
42. ↑  ”Nationella minoriteter: Förvaltningsområde för finska och meänkieli”. www.haparanda.se. https://www.haparanda.se/kommun-och-politik/kommuninformation/nationella-minoriteter-. Läst 23 december 2024.
43. ↑  ”Struves meridianbåge”. www.lansstyrelsen.se. https://www.lansstyrelsen.se/norrbotten/besoksmal/varldsarv/struves-meridianbage.html. Läst 28 juni 2022.
44. ↑  ”Perävaara, Haparanda kommun”. www.lansstyrelsen.se. https://www.lansstyrelsen.se/norrbotten/besoksmal/varldsarv/struves-meridianbage/peravaara-haparanda-kommun.html. Läst 28 juni 2022.
45. ↑  ”Byggnadsminnen i Norrbotten - Norrbottens museum”. norrbottensmuseum.se. https://norrbottensmuseum.se/kulturmiljoe/bebyggelse/kunskapsbank/k-maerkt/byggnadsminnen-i-norrbotten.aspx. Läst 28 juni 2022.
46. ↑  Norgren, Eleonor (24 november 2016). ”Hermansons handelsgård i Haparanda”. Sveriges Radio. https://sverigesradio.se/artikel/6571162. Läst 28 juni 2022.
47. ↑  ”Svenska Heraldiska Föreningens vapendatabas”. Arkiverad från originalet den 18 oktober 2012. https://web.archive.org/web/20121018011750/http://databas.heraldik.se/index.php. Läst 23 november 2008.